# Ludwik Puget

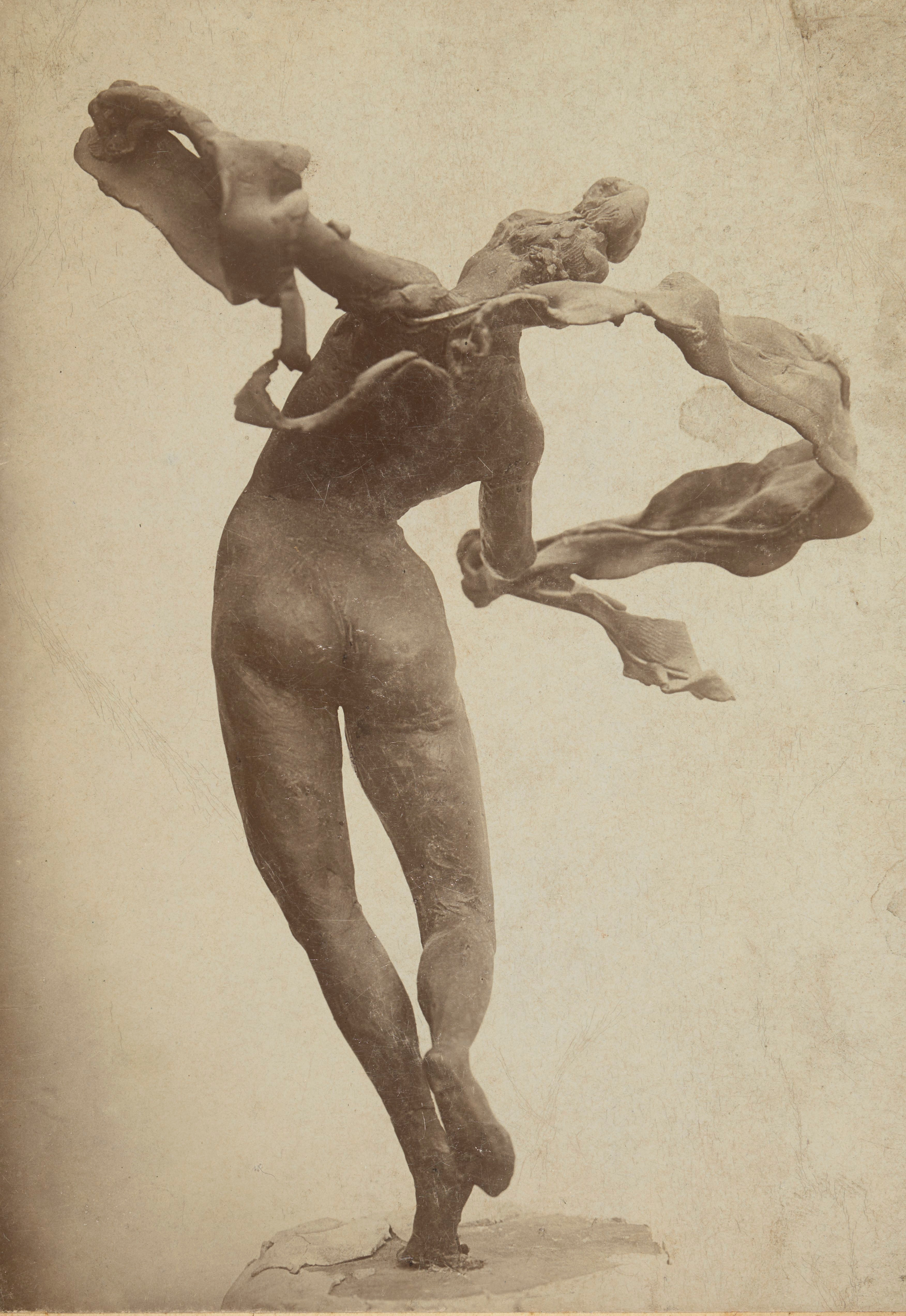
Tancerka – rzeźba Ludwika Pugeta, około 1896

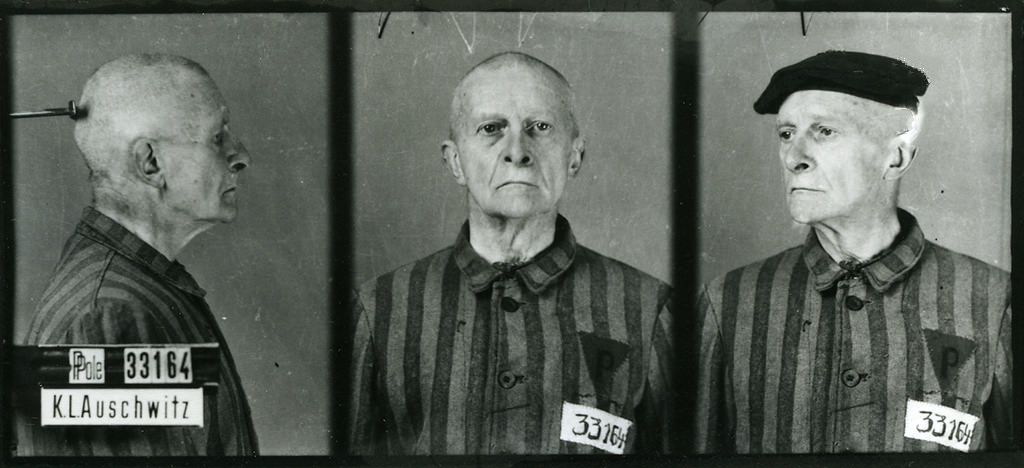
Ludwik Puget jako więzień Auschwitz-Birkenau

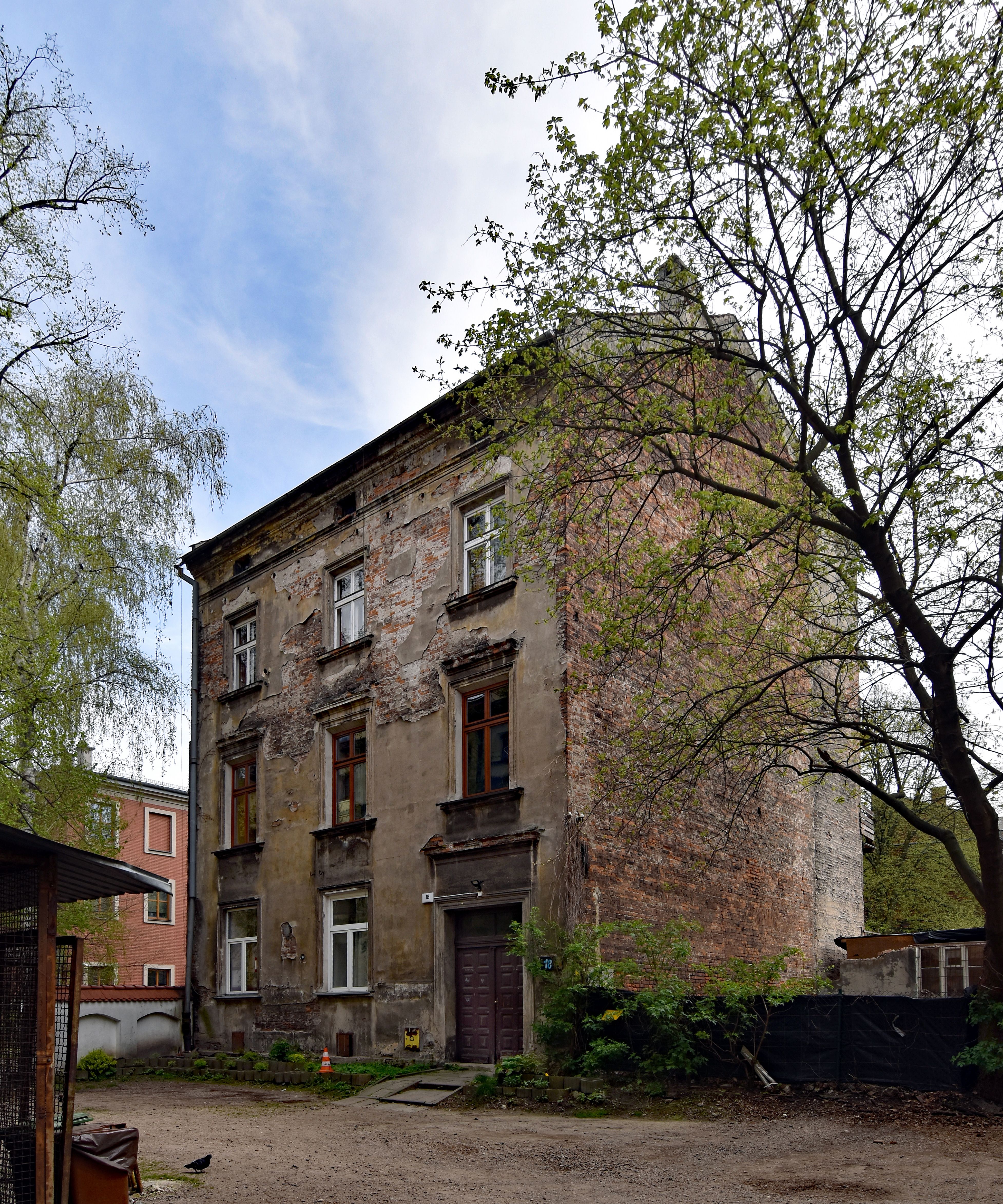
Kraków ul. J. Piłsudskiego 18
Tutaj mieszkał i w nieistniejącym obecnie ogrodzie miał swoją pracownię

Ludwik du Puszet Puget (ur. 21 czerwca 1877 w Krakowie, zm. rozstrzelany 27 maja 1942 w Auschwitz-Birkenau) – rzeźbiarz, malarz i historyk sztuki, baron herbu własnego.

## Życiorys
Wywodził się z rodziny pochodzenia francuskiego (Puget de la Marche et de Saint-Alban), osiadłej w Polsce od połowy XVII wieku, obdarzonej indygenatem w 1726 i potwierdzeniem tytułu baronowskiego w Polsce (1824–1829) i w Imperium Rosyjskim w 1861.
Był synem Jana Antoniego (1851–1913) i Marii de Mylo herbu Czochron (1853–1899). Studiował rzeźbę w Szkole Sztuk Pięknych w pracowni Alfreda Dauna w latach 1895–1897. Równocześnie uzupełniał wiedzę studiując historię sztuki na Uniwersytecie Jagiellońskim. Dalsze studia odbył w Paryżu. Uzyskał tytuł naukowy doktora. Po powrocie szlifował umiejętności w pracowni Konstantego Laszczki. Został członkiem Towarzystwa Artystów Polskich „Sztuka”.
12 sierpnia 1902 ożenił się z hrabianką Julią z Kwileckich.
Od 1907 współpracował z artystami tworzącymi kabaret Zielony Balonik, zajmując się modelowaniem i animacją lalek. Dla kabaretu pisał także fraszki. Był członkiem Ligi Narodowej przed 1914 rokiem. W latach 1915–1918 wykładał na kursach dla kobiet im. A. Baranieckiego, pod koniec I wojny światowej (w 1918) wyjechał do Francji. W 1925 na Wystawie Sztuki Zdobniczej w Paryżu organizował dział polski.
Po powrocie do Polski objął stanowisko kustosza muzeum miejskiego w Poznaniu. Dla Poznania stworzył Pomnik Wolności w 1927, a dwa lata później kierował pracami konserwatorskimi na zamku poznańskim. Jego pracownia artystyczna znajdowała się przy ulicy Berwińskiego 1. W 1930 założył w Poznaniu kabaret Różowa Kukułka, którego występy po powrocie do Krakowa przeniosły się do mieszkania państwa Pugetów na ulicę Piłsudskiego 18. Teksty kabaretowe Ludwik Puget pisał wraz z synem Jackiem (ur. 1904), również rzeźbiarzem. Równocześnie działał w amatorskim teatrze plastyków Cricot, istniejącym do 1939.
Publikował w krakowskim Czasie i Ilustrowanym Kurierze Codziennym. Jako rzeźbiarz wykonywał niemal wyłącznie portrety między innymi Olgi Boznańskiej, Zofii Jachimeckiej i Karola Huberta Rostworowskiego. Pozostawił także studia zwierząt, na przykład „Lwy” z 1913.
Do niemieckiego obozu koncentracyjnego KL Auschwitz trafił po aresztowaniu w Domu Plastyków przy ulicy Łobzowskiej, gdzie w czasie II wojny światowej pracował jako kelner. Jego ostatnią pracą jest portret psa, wykonany już w obozie.

## Odznaczenia
- Krzyż Oficerski Orderu Odrodzenia Polski (2 maja 1923)[3]
- Legia Honorowa – III Republika Francuska